# Borghesiana (Roms tunnelbana)
Borghesiana är en station på Roms tunnelbanas Linea C. Stationen är belägen vid Via Casilina i Borghesiana i sydöstra Rom och togs i bruk år 2014.
Stationen Borghesiana har:
- Biljettautomater
- WC

## Kollektivtrafik
- Busshållplatser för ATAC och COTRAL

## Omgivningar
- San Giovanni Maria Vianney
- Catacombe di San Zotico
- Via Casilina
- Via di Vermicino